# Stevenieae
Stevenieae, tribus biljaka iz porodice krstašica smješten u nadtribus Arabodae. Sastoji se od 3 roda sa ukupno 10 vrsta.

## Rodovi
1. Pseudoturritis Al-Shehbaz (1 sp.)
2. Macropodium W.T.Aiton (2 spp.)
3. Stevenia Adams & Fisch. (7 spp.)